# Gerard Cieślik
Gerard Józef Cieślik známý i jako Gienek (27. dubna 1927, Hajduki – nyní součást Chorzówa, Polsko – 3. listopadu 2013) byl polský fotbalista, reprezentant a fotbalový trenér, jeden z nejlepších hráčů v historii polské kopané. Hrál na postu útočníka. Je čestným členem Klubu Wybitnego Reprezentanta, který sdružuje polské fotbalisty s 60 a více starty za národní tým, ačkoli odehrál pouze 45 oficiálních utkání v národním dresu.
Objevil se v polském filmu Gra o wszystko a jako mladého chlapce jej ztvárnil polský fotbalista Krzysztof Warzycha. V roce 2006 podepsal protest proti polskému politikovi Romanu Giertychovi.

## Klubová kariéra
V Polsku je jeho kariéra spjata s klubem Ruch Chorzów (jenž se v letech 1948 až 1955 jmenoval Unia Chorzów), kde v letech 1946–1959 odehrál celkem 237 utkání a vstřelil 167 branek. S klubem získal třikrát ligový titul (1951, 1952, 1953), jedenkrát polský fotbalový pohár (1951) a v letech 1952 (11 branek) a 1953 (22 branek) se stal králem střelců nejvyšší polské ligy.

## Reprezentační kariéra
Je znám i díky dvěma vstřeleným brankám 20. října 1957 na Slezském stadionu v kvalifikačním utkání na MS 1958 reprezentaci Sovětského svazu, zařídil tím vítězství Polska 2:1.
Za polský národní tým odehrál v letech 1947–1958 celkem 45 utkání, v nichž vstřelil 27 branek.

## Trenérská kariéra
Po ukončení aktivní hráčské kariéry trénoval v Ruchu Chorzów mládežnické týmy a v roce 1961 i A-mužstvo. Byl také skautem - lovcem talentů.